# Kouber
Kouber, Kouver ou Küber (VIIe siècle - VIIIe siècle), prince proto-bulgare de la dynastie des Doulo, fils de Koubrat et frère d'Asparoukh.
Après la mort du khan Koubrat, ses cinq fils se séparent, chacun entrainant derrière lui une partie des Proto-Bulgares. Kouber quitta, ainsi, l'Ancienne Grande Bulgarie  (située dans le sud de l'actuelle Ukraine) et conduit une partie des Proto-Bulgares dans le sud de la plaine de Pannonie, près de Sirmium (actuelle Sremska Mitrovica). Il reconnait ainsi l'autorité du Khaganat des Avars et devient son vassal. Après une tentative de révolte avortée contre l'autorité avare, les 15 000 Proto-Bulgares du Kouber, accompagnés des romains capturés par les Avars, se dirigent vers le sud, en direction des frontières de l'Empire byzantin. Pendant leur fuite, ils infligent six défaites consécutives aux troupes avares qui les poursuivent.
Kouber conclut un traité de paix avec l'Empire byzantin et s'installe avec sa tribu dans Campus Keramensis (la plaine de Prilep, dans l'actuelle Macédoine du Nord). En 681 - peut-être de manière concertée avec son frère Asparoukh qui a fondé un État bulgare sur les rives du Danube - il tente de conquérir la ville de Salonique afin de prendre les territoires situés autour d'elle et fonder un État ayant la ville pour capitale. Il s'appuie notamment sur Mauros, l'un de ses principaux partisans, chargé de prendre la ville par surprise. Après l'échec de l'opération, les Proto-Bulgares de Kouber partent s'installer, vers 687, dans les terres situées à l'est de la rivière Strouma. Ces dernières sont intégrées au khanat bulgare au début du VIIIe siècle.

## Sources
- Christian Settipani, Continuité des élites à Byzance durant les siècles obscurs. Les Princes caucasiens et l'Empire du VIe au IXe siècle, 2006 [détail des éditions].